# 北野道夫
北野　道夫（きたの　みちお、1984年5月31日-）は茨城県つくば市生まれの小説家。早稲田大学第一文学部卒業。京都府京都市在住。

## 受賞・候補歴
- 2007年、「二重写し」で第104回文學界新人賞最終候補
- 2008年、「逃げ道」で第106回文學界新人賞を受賞
- 2013年、「関東平野」で第148回芥川賞候補

## 作品リスト
- 逃げ道（『文學界』2008年6月号）
- 虹と虹鱒（『文學界』2009年10月号）
- 泥のきらめき（『文學界』2010年10月）
- 道連れ（『文學界』2011年10月）
- 関東平野（『文學界』2012年9月）
- 失踪（『文學界』2013年7月号）
- 京都ジャンクション（『すばる』2013年12月号）
- 湖のドライブ（『文學界』2014年4月号）
- 305（『すばる』2014年7月号）
- 旅の終わり（『文學界』2015年3月号）
- 成仏してね（『すばる』2016年6月号）
- ゴーストタウン（『すばる』2017年8月号）
- 予測A（『すばる』2020年2月号）